# Roteflue
Roteflue (alternativt: Rotefluh) är ett berg på gränsen mellan kommunerna Bönigen och Gündlischwand i kantonen Bern i Schweiz. Det är beläget i Bernalperna, cirka 50 kilometer sydost om huvudstaden Bern. Berget ligger i närheten av Brienzsjön. Toppen på Roteflue är 2 296 meter över havet.